# Say You Don't Want It
«Say You Don't Want It» (en español: «Di que no lo quieres») es el quinto sencillo de la banda de rock británica One Night Only, perteneciente al álbum homónimo. Se escuchó por primera vez en el programa de radio de Greg James el 25 de junio de 2010.

## Video musical
El video musical de la canción fue filmado en Nueva York y dirigido por James Lees, y se emitió en el Channel 4 el 26 de junio de 2010. El video contó con la participación de la actriz Emma Watson, quien mantuvo una breve relación con George Craig después de que ambos se conocieran en una sesión de fotos para la campaña de otoño-invierno 2010 de la marca Burberry, en la que eran modelos.

## Lista de temas
Sencillo en CD
1. «Say You Don't Want It» (radio) – 3:37
2. «Daydream» – 3:12
3. «Say You Don't Want It» (video) – 4:08
4. «Say You Don't Want It» (detrás de escenas) – 6:38

Descarga digital
1. «Say You Don't Want It» (radio) – 3:37
2. «Say You Don't Want It» (video) – 4:08

## Posiciones
| Lista (2010)     | Posición |
| ---------------- | -------- |
| UK Singles Chart | 23       |